# Hyragudde, Mudigere
Hyragudde là một làng thuộc tehsil Mudigere, huyện Chikmagalur, bang Karnataka, Ấn Độ.